# Jiří Myron
Jiří Myron (vlastním jménem Bohumil Jan Prošek) (7. července 1884, Humpolec – 25. ledna 1954, Ostrava), byl český herec, režisér a ředitel divadla.

## Kariéra
Jako mladík v roce 1904 odešel i přes zákaz otce k divadelní společnosti Růženy Reinové-Pohorské. Zde začal hrát pod uměleckým jménem Jiří Myron. Postupně hrál na divadelních scénách v Praze, Kladně a Olomouci. Roku 1923 přišel do Ostravy, kde působil až do svého skonu (1954). Stal se prvním hercem zdejší činohry a také režisérem. Věnoval se sice také operetě, ale od roku 1936 hrál pouze v činohře. V letech 1942–1946 byl ředitelem divadla (1942–1944 souběžně šéfem činohry).
Mezi jeho nejvýznamnější role patřily postavy v představeních „Král Lear“ z roku 1937 a „Jan Žižka z Trocnova“ z roku 1938. Jako režisér byl uznáván pro svou schopnost práce s herci a svůj smysl pro stavbu inscenace. Zde lze zmínit např. „Jízdní hlídku“ z roku 1934 od Františka Langera, která se v repertoáru ostravského divadla udržela celé čtyři roky.
Své jméno si Bohumil Prošek na Jiřího Myrona nechal úředně změnit až v roce 1951. O tři roky později umírá a na jeho počest Národní divadlo moravskoslezské přejmenovalo svou scénu Lidové divadlo na Divadlo Jiřího Myrona.
| „                | Herectví Jiřího Myrona dovršilo svůj vývoj na scéně ostravského divadla, jemuž sloužil plných třicet let. Patřil k jeho předním umělcům a vypracoval se na prvního herce činoherního souboru. | “ |
| — Miloš Zbavitel | |   |

## Divadelní role, výběr

### Činohra
- 1916 W. Shakespeare: Mnoho povyku pro nic, Don Pedro, kníže aragonský, Stálé divadlo v Kladně, režie František Zvíkovský
- 1917 L. Stroupežnický: Václav Hrobčický z Hrobčic, Jiří Vilém Hrobčický z Hrobčic, Stálé divadlo v Kladně, režie Karel Husar
- 1918 H. Ibsen: Příšery, Osvald Alving, Stálé divadlo v Kladně, režie Karel Husar
- 1919 O. Wilde: Ideální manžel, Lord Goring, Stálé divadlo v Kladně, režie Ladislav Šváb
- 1921 W. Shakespeare: Kupec benátský, Antonio, Stálé divadlo v Kladně, režie Felix Bartoš
- 1921 J. Vrchlický: Noc na Karlštejně, Arnošt z Pardubic, České divadlo v Olomouci, režie Václav Mlčkovský
- 1922 Molière: Šibalství Skapinova, Geront, České divadlo v Olomouci, režie Drahoš Želenský
- 1923 K. Čapek: Věc Makropulos, Kolenatý, České divadlo v Olomouci, režie Jiří Steimar
- 1923 J. K. Tyl: Tvrdohlavá žena, Vydřiduška, Národní divadlo moravsko-slezské (NDMS) Ostrava, režie Alexandr Kantor
- 1924 L. Stroupežnický: Naši furianti, Jakub Bušek, NDMS Ostrava, režie Gustav Hilmar
- 1925 J. Vrchlický, Z. Fibich: Námluvy Pelopovy, Oinomaos, NDMS Ostrava, režie František Uhlíř
- 1926 F. Sokol-Tůma: Pasekáři, Mikulenka, NDMS Ostrava, režie Antonín Rýdl
- 1927 W. Shakespeare: Othello, Brabanzio, NDMS Ostrava, režie Miloš Nový
- 1928 E. Vachek: Lišák Stavinoha, Kvěch, NDMS Ostrava, režie Jaroslav Skála
- 1929 A. Dumas ml.: Dáma s kaméliemi, Jiří Duval, NDMS Ostrava, režie Jiří Myron
- 1930 E. Wallace: Čaroděj, Bliss, NDMS Ostrava, režie Jaroslav Skála
- 1931 Alfred Savoir: Kateřina Veliká, Kancléř, NDMS Ostrava, režie Jiří Myron
- 1932 Ferdinand Bruckner: Alžběta Anglická, Lord Walsingham, NDMS Ostrava, režie Jan Škoda
- 1933 F. Werfel: Království boží v Čechách, Holický ze Šternberka, NDMS Ostrava, režie Jan Škoda
- 1934 Ernest Enderline: Nová láska, nový život, Jiří Merridew, NDMS Ostrava, režie Miloš Nedbal
- 1935 S. Zweig: Ovečka chuďasova, Dupuy, NDMS Ostrava, režie Jan Škoda
- 1936 A. N. Ostrovskij: I chytrák se spálí, Mamajev, NDMS Ostrava, režie Jan Škoda
- 1936 Vilém Werner: Lidé na kře, Václav Junek, NDMS Ostrava, režie Karel Konstantin
- 1937 W. Shakespeare: Král Lear, titulní role, NDMS Ostrava, režie Jan Škoda
- 1937 K. Čapek: Bílá nemoc, Krüg, NDMS Ostrava, režie Antonín Kurš
- 1938 J. K. Tyl: Jan Žižka z Trocnova, titulní role, NDMS Ostrava, režie Karel Konstantin
- 1939 F. M. Dostojevskij, Jan Bor (dramatizace): Zločin a trest, Marmeladov, NDMS Ostrava, režie Karel Konstantin
- 1940 G. B. Shaw: Pygmalion, Alfred Doolitle, NDMS Ostrava, režie Jiří Myron
- 1941 F. Šrámek: Plačící satyr, Jan Maria Kalvach, České divadlo moravskoostravské (ČDMO) Ostrava, režie Karel Palouš
- 1942 Karel Krpata: Hvězdy nad hradem, Heřman z Bubna, ČDMO Ostrava, režie Táňa Hodanová
- 1943 F. Šrámek: Léto, Farář Hora, ČDMO Ostrava, režie Karel Palouš
- 1944 Vladimír Škvarkin: Cizí dítě, Karaulov, ČDMO Ostrava, režie Karel Šálek
- 1945 A. Jirásek: Gero, titulní role, Zemské divadlo v Ostravě (ZDO), režie Miloš Wasserbauer
- 1946 F. Langer: Obrácení Ferdyše Pištory, Faltys, ZDO Ostrava, režie Karel Šálek
- 1947 E. O'Neill: Milionový Marco, Chán Kublaj, ZDO Ostrava, režie Zdeněk Hofbauer
- 1948 J. Toman: Slovanské nebe, Perun, ZDO Ostrava, režie Antonín Kurš
- 1949 M. Gorkij: Jegor Bulyčov a ti druzí, titulní role, Státní divadlo v Ostravě (SDO), režie Antonín Kurš
- 1950 J. Mahen: Janošík, Uhorčík, SDO Ostrava, režie Luboš Pistorius
- 1951 N. V. Gogol: Revizor, Ljapkin-Ťapkin, SDO Ostrava, režie Miloslav Holub
- 1952 A. N. Ostrovskij: Les, Bodajev, SDO Ostrava, režie Miloš Hynšt
- 1953 A. Jirásek: Jan Roháč, Mnich, SDO Ostrava, režie Jiří Dalík

### Opera
- 1924 W. A. Mozart: Kouzelná flétna, První kněz, NDMS Ostrava, režie Karel Kügler

### Opereta
- 1917 E. Audran: Panenka, Mnich Baltazar, Stálé divadlo v Kladně, režie Vladimír Housa
- 1922 Emilián Starý: Z českých mlýnů, Zásmucký, České divadlo v Olomouci, režie Václav Šámal
- 1923 E. Kálmán: Holanďanka, Maršál z Eberinsů, NDMS Ostrava, režie František Paul
- 1924 Hugo Hirsch: Dolly, Heling, NDMS Ostrava, režie František Paul
- 1925 F. Lehár: Clo-Clo, Petipouf, NDMS Ostrava, režie František Paul
- 1926 Jean Gilbert: Krásná hříšnice, Umbo-Umbo, NDMS Ostrava, režie Bohuš Tichý
- 1927 E. Kálmán: Cirkusová princezna, Princ Sergej, NDMS Ostrava, režie Bohuš Tichý
- 1928 J. Offenbach: Orfeus v podsvětí, Mars, NDMS Ostrava, režie Jaroslav Skála
- 1929 Jean Gilbert: Rozkošná příhoda, Baron z Eguzonu, NDMS Ostrava, režie František Paul
- 1930 R. Piskáček: Perly panny Serafinky, Kokeles, NDMS Ostrava, režie Bohuš Tichý
- 1931 R. Benatzky: U bílého koníčka, Císař František, NDMS Ostrava, režie František Paul
- 1932 F. Lehár: Svět je krásný, Král, NDMS Ostrava, režie Franta Hurych
- 1933 J. Offenbach: Krásná Helena, Merkur, NDMS Ostrava, režie Karel Kügler a Jaroslav Skála
- 1934 Florimond Hervé: Mamzelle Nitouche, Major de Château-Gibus, NDMS Ostrava, režie Franta Hurych
- 1935 E. Kálmán: Hraběnka Marica, Tscheko, NDMS Ostrava, režie Franta Hurych
- 1936 R. Friml: Rose Mary, Hawley, NDMS Ostrava, režie Franta Hurych

## Divadelní režie, výběr

### Činohra
- 1917 Jaroslav Hruška: Znak, Stálé divadlo v Kladně
- 1921 Paul Bourget: Tribun, Stálé divadlo v Kladně
- 1921 R. Rolland: Vlci, České divadlo v Olomouci
- 1921 F. F. Šamberk: Karel Havlíček Borovský, České divadlo v Olomouci
- 1922 J. K. Tyl: Lesní panna, České divadlo v Olomouci
- 1922 H. Ibsen: Nora, České divadlo v Olomouci
- 1922 F. Šrámek: Měsíc nad řekou, České divadlo v Olomouci
- 1922 J. Mahen: Janošík, České divadlo v Olomouci
- 1923 F. Sokol-Tůma: Soucit, NDMS Ostrava
- 1924 Hans Kottow: Paní Róza, NDMS Ostrava
- 1924 F. A. Šubert: Žně, NDMS Ostrava
- 1924 J. J. Kolár: Žižkova smrt, NDMS Ostrava
- 1925 Karel Horký: Bejvávalo, NDMS Ostrava
- 1926 O. Wilde: Ideální manžel, NDMS Ostrava
- 1927 E. Bozděch: Jenerál bez vojska, NDMS Ostrava (další nastudování v jeho režii 1932)
- 1928 G. Zapolska: Morálka paní Dulské, NDMS Ostrava (další nastudování v jeho režii 1937)
- 1929 A. Dumas ml.: Dáma s kaméliemi, NDMS Ostrava
- 1930 J. Hašek, Antonín Fencl (dramatizace): Dobrý voják Švejk, NDMS Ostrava
- 1931 O. Scheinpflugová: Okénko, NDMS Ostrava
- 1932 J. Hilbert: Pěst, NDMS Ostrava
- 1932 A. Jirásek: Vojnarka, NDMS Ostrava
- 1933 W. S. Maugham: Společenská smetánka, NDMS Ostrava
- 1934 Vilém Werner: Zuzana hraje vabank, NDMS Ostrava
- 1935 L. N. Tolstoj, Jan Bor (dramatizace): Anna Karenina, NDMS Ostrava
- 1935 F. Langer: Jízdní hlídka, NDMS Ostrava (inscenace v jeho režii obnovena 1938)
- 1936 J. Kvapil: Oblaka, NDMS Ostrava
- 1937 F. Tetauer: Svět, který stvoříš, NDMS Ostrava
- 1938 J. Kvapil: Princezna Pampeliška, NDMS Ostrava
- 1939 R. Medek: Plukovník Švec, NDMS Ostrava
- 1939 L. Stroupežnický: Mikuláš Dačický z Heslova, NDMS Ostrava
- 1940 G. B. Shaw: Pygmalion, NDMS Ostrava
- 1941 Z. Winter, Z. Štěpánek: Nezbedný bakalář, ČDMO Ostrava
- 1942 Hella Vuolijoki: Chléb na Niskavuori, ČDMO Ostrava
- 1944 Vladimír Müller: Rybnikář Kuba, ČDMO Ostrava
- 1944 Vladimír M. Strojil: Rodinná pouta, ČDMO Ostrava
- 1946 F. Sokol-Tůma: Staříček Holuša, ZDO Ostrava
- 1946 V. Štech: Třetí zvonění, ZDO Ostrava
- 1947 Míra Pucová: Svět bez nenávisti, ZDO Ostrava
- 1948 A. Miller: Všichni moji synové, SDO Ostrava
- 1948 Alexandr Kornejčuk: Případ chirurga Platona Krečeta, SDO Ostrava

### Opera
- 1947 B. Smetana: Hubička, ZDO Ostrava

## Filmografie
- 1919 Probuzené svědomí (Richard Brán)
- 1920 Dvě matky (role neurčena)
- 1920 Za čest vítězů (Waltner)
- 1952 Únos (americký delegát)